# Wolrad Eigenbrodt
Wolrad Eigenbrodt, född 1860, död 1921, var en tysk författare.
Eigenbrodt blev filosofi doktor 1885 med avhandlingen Hagedorn und die Erzählung in Reimversen, verkade som biblioteks- och skolman och deltog bland annat i grundandet av Tysklands första flickgymnasium men måste snart på grund av psykisk sjukdom ta avsked och levde sedan som privatman, från 1895 bosatt i Jena. Här arbetade Eigenbrodt på att stärka de tysk-nordiska kulturella förbindelserna. Han översatte Johan Ludvig Runeberg (Runebergs epische Dichtungen 1891, Fähnrich Stahl 1899, ny upplaga 1904) och publicerade artiklar om finska förhållanden. För Svenska litteratursällskapet i Finlands Runebergminnesskrift 1904 skrev Eigenbrodt Runeberg in Deutschland. 
Eigenbrodts huvudintresse gällde Sverige, särskilt ivrade han för upprättandet av lektorat i svenska vid tyska universitet. Eigenbrodt var efter att ha ansökt om att få undervisa svenska i oktober 1912, lektor på universitetet i Jena från januari 1913 fram till sin död 1921 och begrundade på det viset det första utlandslektoratet i svenska.